# Energètica
L'energètica és una disciplina científica que s'ocupa de l'estudi de l'energia, de les seves transformacions i manifestacions. Atès que l'energia es manifesta a totes les escales, des del nivell quàntic fins al nivell còsmic, passant per la biosfera, els camps de l'energètica abasten un gran ventall de matèries com poden ser la química, la bioquímica o la termodinàmica biològica.

## Història
L'energètica té una història controvertida, alguns autors afirmen que els orígens de la disciplina cal situar-lo a l'antiga Grècia però la formalització matemàtica no va començar sinó amb els treballs de Leibniz. El Tinent Coronel Richard de Villamil (1850-1936), descobridor dels arxius de Newton afirmava que William John Macquorn Rankine havia formulat els principis de l'energètica a Outlines of the Science of Energetics, obra publicada el 1855 als Proceedings of the Philosophical Society de Glasgow. Posteriorment Wilhelm Ostwald i Ernst Mach van desenvolupar els estudis fins al punt que a finals del segle xix l'energètica era considerada incompatible amb el punt de vista de la teoria atòmica de Boltzmann. Als anys 20, Alfred James Lotka va intentar construir sobre els punts de vista de Boltzmann una anàlisi matemàtica de l'energètica amb la teoria biològica de l'evolució. Lotka va proposar que el principi selectiu de l'evolució afavoria el màxim flux útil de transformació d'energia. Aquest punt de vista va influenciar el posterior desenvolupament de l'ecologia energètica, especialment els treballs de Howard Thomas Odum.
De Villamil va intentar clarificar els límits de l'energètica respecte a les altres branques de la física formulant un sistema que dividia la mecànica en dues branques: l'energètica (la ciència de l'energia) i la dinàmica pura o abstracta (la ciència del moment). Segons De Villamil l'energètica es caracteritzaria matemàticament per les seves equacions escalars mentre que la dinàmica pura ho seria per les seves equacions vectorials. En aquesta divisió les dimensions de la dinàmica serien l'espai, el temps i la massa mentre que per a l'energètica serien la longitud, el temps i la massa. Els límits de l'energètica i de les seves branques són en debat constant
Aquesta divisió es basa en dues suposicions fonamentals sobre les propietats dels cossos que poden ser expressades segons la resposta que hom doni a dues qüestions:
1. Les partícules són unides rígidament entre si?
2. Hi ha algun mecanisme per aturar el moviment dels cossos?

A la classificació de Villamil, la dinàmica respondria afirmativament només a la primera qüestió, mentre que l'energètica respondria afirmativament només a la segona. En conseqüència al sistema de Villamil la dinàmica assumeix que les partícules són rígidament unides i no poden vibrar, i a conseqüència d'això, han de ser a temperatura zero. La conservació del moment (de la quantitat de moviment) és una conseqüència d'aquest punt de vista, tanmateix això només ho considerava vàlid lògicament, però no com una representació de la realitat. Per contra, l'energètica no assumeix les partícules com unides rígidament, per tant poden vibrar lliurement i, en conseqüència, tindran temperatures diferents de zero.